# Левиков, Николай Иванович
Николай Иванович Левиков (укр. Микола Іванович Левиков, в некоторых источника укр. Левіков; 8 марта 1894, Сентово, Херсонская губерния — 31 декабря 1937, Харьков) — участник установления советской власти на Украине, а затем деятель образования. С августа по октябрь 1937 возглавлял Харьковский юридический институт. В декабре 1937 года был обвинён в членстве в антисоветской организации и арестован, а затем приговорён к расстрелу. Был реабилитирован во второй половине 1950-х годов.

## Биография
Николай Левиков родился 8 марта 1894 года в селе Сентово Александрийского уезда Херсонской губернии (ныне — Украина). Его родители были крестьянами-бедняками. Низкое социальное происхождение и детство, проведённое в тяжёлых материальных условиях, повлияли на взгляды Николая. В 1917 году он вступил в РСДРП(б) (с 1918 года — РКП(б), с 1925 года — ВКП(б)), членом которой оставался вплоть до 1937 года.
Левиков принял участие в гражданской войне на Украине на стороне большевиков. В период с 1918 по 1919 год он был военным комиссаром одного из кавалерийских полков РККА, воевал против немецких интервентов и петлюровцев. В 1919 году получил ранение во время боёв под Киевом. Исследователь О. В. Крючко называл Левикова «героем гражданской войны». После войны Николай Иванович получил высшее образование в области педагогики и начал работать в сельской местности, осуществляя программу ликбеза. С 1933 по 1935 год возглавлял политотдел Житомирской машинно-тракторной станции.
В 1934 году Николай Левиков начал работать во Всеукраинском институте советского строительства и права (с 1935 года — Харьковский). На протяжении всего периода работы в этом вузе он читал курс лекций по предмету «История классовой борьбы». В 1936 году Левиков был назначен заместителем директора вуза по учебной части. 1 июле 1937 года Харьковский институт советского строительства и права был переименован в Харьковский юридический институт, а 23 июля его директор Сергей Канарский был арестован. В августе того же года на освободившуюся должность был назначен Левиков.
В октябре 1937 года Николай Левиков был обвинён том, что состоит в антисоветской организации (по разным данным «троцкистской террористической» либо «вредительской»), и 23 октября арестован. Во время следствия Левиков сознался, что для того что бы «вызвать у студентов недовольства» он не обеспечил их учебной литературой и учебно-методическими пособиями, включал в программу обучения предметы, которые были лишними для обучения юристов, не обеспечил 240 студентов местом в общежитии. Исследователь Юрий Шемшученко поддавал сомнению правдивость этих показаний. При этом он отмечал, что даже если эти показания и были правдивыми, то в таких действиях Левикова не усматривается состав уголовного преступления. Его дело рассматривалось Военной коллегией Верховного суда СССР, которая 30 декабря 1937 года приговорила его к расстрелу с конфискацией имущества. На следующий день Левиков был расстрелян в Харькове. Был реабилитирован 19 апреля 1958 года (по другим данным в 1957 году).

## Семья
Был женат, имел троих детей. Жена Левикова скончалась в 1937 году. Ю. С. Шемшученко связывал её смерть с уголовным преследованием мужа.